# Friedrich Wilhelm von Koenen
Friedrich Wilhelm von Koenen (* vor 1663; † 25. August 1720) war ein königlich-preußischer Oberst, Chef des Infanterie-Regiments Nr. 15 und Freiherr von Zegenwerp (Segenwerph).
Seine Familie stammt aus dem Herzogtum Kleve. Seine Eltern waren Jan von Koenen und Agnes Gertrud Judith von Bylandt, Tochter von Arnold Adriaan van Bylandt (1602–1663) und Agnes Anna von Kettler († 1668).
Er war im Jahr 1692 bereits in kurbrandenburgischen Diensten. Er kämpfte mit dem Regiment Nr. 15 Lottum in allen Schlachten des Spanischen Erbfolgekrieges. Im Jahr 1703 wurde er zum Major ernannt. Seine Leistungen müssen sehr gut gewesen sein, denn am 27. Oktober 1705 erfolgte seine Ernennung zum Oberstleutnant und am 6. Dezember 1709 zum Oberst. Im Jahr 1718 wurde er Chef des Regiments Nr. 15. Er starb am 25. August 1720.

## Familie
Er war seit 1715 mit Louise Katharina Friederike Charlotte von Bylandt-Rheydt verheiratet. Aus dieser Ehe entstammen ein Sohn und drei Töchter. Die Witwe heiratet 1731 den Generalleutnant Georg Christoph von Kreytzen.
- Friedrich Wilhelm Philipp Karl (* 12. November 1715) (Frederik Willem Philip Carel)
- Henriette Sophia († 1730) ⚭ Jacob Lodewijk Sweerts de Landas (1671–1732)